# Tobias Sana
Pour les articles homonymes, voir Sana.
Tobias Sana est un footballeur international suédois d'origine burkinabé, né le 11 juillet 1989 à Göteborg évoluant au poste d'attaquant. 

## Biographie
Sana rejoint l'Ajax Amsterdam le 1er août 2012, pour un montant de 350 000€.

Pour son premier match avec l'Ajax le 19 août 2012 contre le NEC Nimègue, il marque un doublé (victoire 6-1 de l'Ajax).
En janvier 2015, il quitte l'Ajax pour rejoindre le club Suédois de Malmö.

## Palmarès
- Championnat des Pays-Bas : 2013 et 2014

## Statistiques
| Saison    | Club           | Pays        | Championnat        | Coupes nationales | Coupe d'Europe | Suède    |
| --------- | -------------- | ----------- | ------------------ | ----------------- | -------------- | -------- |
| 2007      | Qviding FIF    | Division 1  | 6 matchs           | -                 | -              | -        |
| 2008      | Qviding FIF    | Superettan  | 22 matchs / 2 buts | -                 | -              | -        |
| 2009      | IFK Göteborg   | Allsvenskan | 5 matchs           | 3 matchs          | -              | -        |
| 2009      | Qviding FIF    | Superettan  | 7 matchs / 1 but   | -                 | -              | -        |
| 2010      | IFK Göteborg   | Allsvenskan | 11 matchs / 1 but  | 2 matchs          | -              | -        |
| 2011      | IFK Göteborg   | Allsvenskan | 26 matchs          | 3 matchs          | -              | -        |
| 2012      | IFK Göteborg   | Allsvenskan | 11 matchs / 2 buts | -                 | -              | -        |
| 2012-2013 | Ajax Amsterdam | Eredivisie  | 13 matchs / 4 buts | 1 match / 1 but   | 5 matchs (C1)  | 2 matchs |
| 2013-2014 | Ajax Amsterdam | Eredivisie  | 4 matchs           | -                 | -              | -        |

Dernière mise à jour le 14 janvier 2014